# Thomas Rohregger
Thomas Rohregger (Innsbruck, 23 de dezembro de 1982) é um ex-ciclista de estrada austríaco que competiu como profissional entre 2005 e 2013. Ao longo de sua carreira, Rohregger competiu pelas equipes Elk Haus-Simplon, Team Milram e RadioShack-Leopard.
Rohregger retirou-se das competições no final da temporada de 2013, depois de nove anos como profissional.